# Self-extracting archive
Een self-extracting archive (SFX) of een zelfuitpakkend archief is een archief dat meerdere bestanden bevat, waarop meestal compressie is toegepast. Meestal krijgt een sfx-bestand de bestandsextensie .exe of .sfx toegewezen. Een .sfx-bestand kan gecomprimeerd worden met elke compressietechniek, zolang er ook een stuk uitvoerbare code wordt meegeleverd om het bestand uit te pakken.

## Gebruik
SFX-bestanden worden onder meer gemaakt door WinRAR, 7-Zip en WinZip. Een SFX-bestand wordt dan respectievelijk gecomprimeerd volgens het RAR-, 7Z- en ZIP-algoritme.
PeaZip kan een 7z-SFX-bestand uitpakken.